# Моаян Огоуе
Моаян Огоуе (на френски: Moyen-Ogooué, в превод Средна Огоуе) е една от деветте провинции в Габон. Покрива площ от 18 535 km². Областен град на провинцията е Ламбарене. Населението е 69 287 жители (по преброяване от октомври 2013 г.). За разлика от другите 8 провинции в Габон, Моаян Огоуе няма нито излаз към море, нито граница със съседна държава. Граничи със следните провинции:
- Вольо-Нтем – на север
- Огоуе-Ивиндо – на изток
- Огоуе-Лоло – на югоизток
- Нгуние – на юг
- Огоуе-Маритим – на югозапад
- Естуар – на северозапад

Нито една друга провинция в Габон няма граница с толкова провинции, с колкото има Моаян Огоуе.

## Департаменти
Провинция Средно Огоуе е разделена на 2 департамента (областните градове са посочени в скоби):
- Абанга-Бине (Нджоле)
- Огоуе е де Лак (Ламбарене)